# Volkswagen Golf Alltrack
Uzasadnienie: Poczekalnia

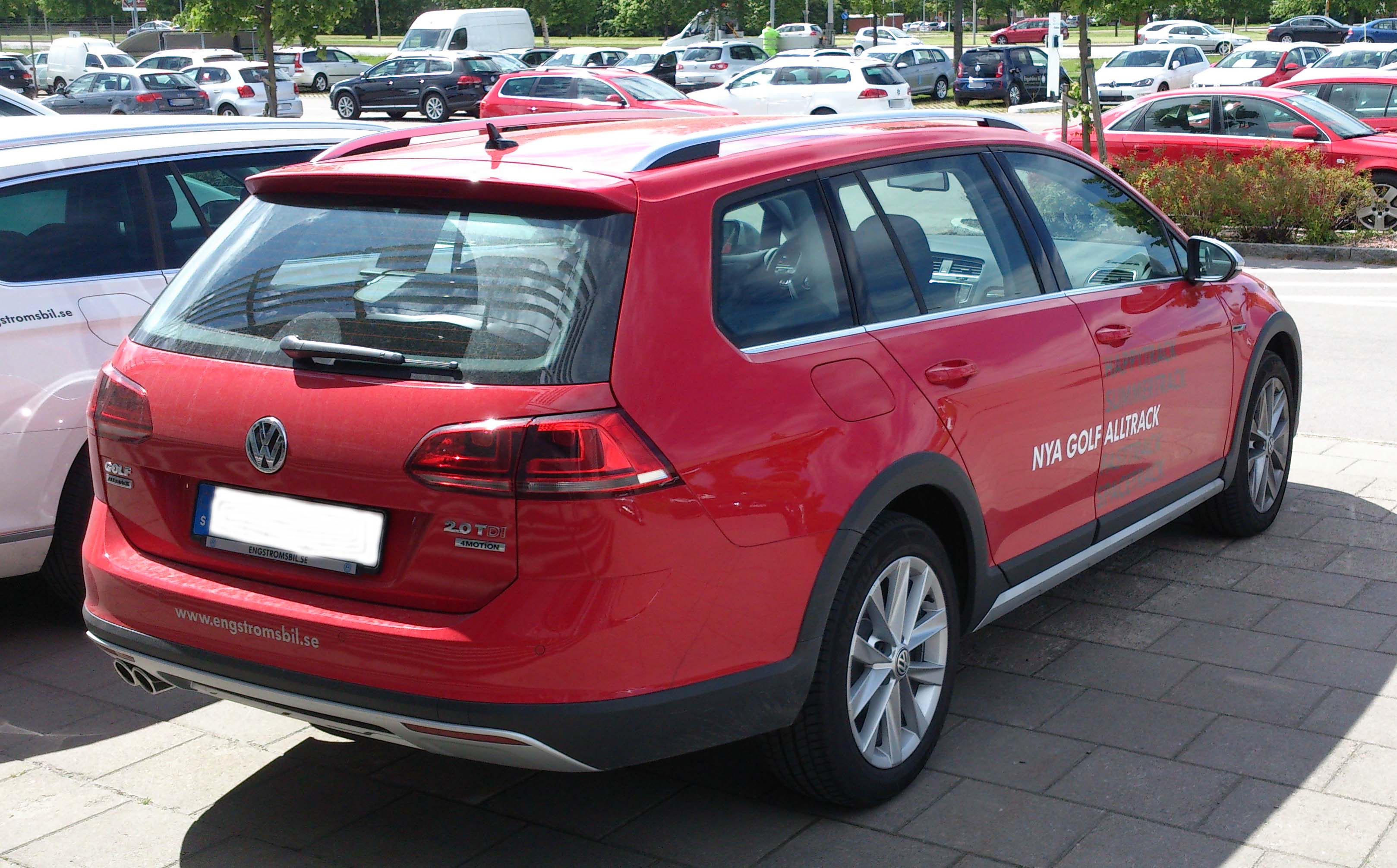
Volkswagen Golf Alltrack – tył

Volkswagen Golf Alltrack – uterenowiona wersja Volkswagena Golfa, produkowana przez koncern Volkswagen AG.

## Opis modelu
Samochód jest dostępny tylko w wersji kombi (Variant) z napędem na 4 koła (4motion), trybem jazdy Offroad i podniesionym o 20 mm prześwitem oraz nakładkami na nadwozie, które chronią przed uszkodzeniami. Samochód nawiązuje do dawnego Golfa Country. Napęd 4x4 na sprzęgło Haldex. Golfa można kupić z silnikami 1.6 TDI, 2.0 TDI 150 KM, 1.8 TSI, 2.0 TDI 190 KM. W 1.8 TSI oraz w mocniejszym 2.0 TDI standardem jest dwusprzęgłowa skrzynia DSG. Konkurenci to Ford Focus Active, Škoda Octavia Scout, Seat Leon X-Perience.